# Glyptal
Les résines « glyptal » traditionnelles sont issues de la polycondensation de l’acide phtalique avec le glycérol (d’où le nom de glyptal). Les résines glyptal modifiées par des acides gras (sous la forme de triglycérides : huile de lin...), appelées résines alkydes,  sont utilisées dans la fabrication de peintures et vernis (principalement), et d’éléments de carrosserie. Ce sont des polyesters tridimensionnels saturés.